# Mistrzostwa Europy w Judo 1987
36. Mistrzostwa Europy w Judo odbyły się w dniach 7-10 maja 1987 roku w Paryżu.  

## Klasyfikacja medalowa
| Miejsce | Państwo         |    |    |    | Razem |
| ------- | --------------- | -- | -- | -- | ----- |
| 1       | Francja         | 7  | 5  | 3  | 15    |
| 2       | ZSRR            | 4  | 1  | 3  | 8     |
| 3       | Holandia        | 2  | 2  | 2  | 6     |
| 4       | Polska          | 2  | 1  | 5  | 8     |
| 5       | Wielka Brytania | 1  | 3  | 4  | 8     |
| 6       | Belgia          | 1  | 1  | 1  | 3     |
| 7       | Rumunia         | 1  | 0  | 0  | 1     |
| 8       | RFN             | 0  | 2  | 9  | 11    |
| 9       | Austria         | 0  | 1  | 2  | 3     |
| 10      | Szwajcaria      | 0  | 1  | 1  | 2     |
| 11      | Jugosławia      | 0  | 1  | 0  | 1     |
| 12      | Włochy          | 0  | 0  | 2  | 2     |
| 13      | NRD             | 0  | 0  | 1  | 1     |
| .       | Hiszpania       | 0  | 0  | 1  | 1     |
| .       | Węgry           | 0  | 0  | 1  | 1     |
| Razem   | Razem           | 18 | 18 | 35 | 71    |

## Medaliści

### Mężczyźni
| Konkurencja: | Złoto: | Srebro: | Brąz: |
| −60kg        | Patrick Roux | Chazriet Tleceri | Helmut Dietz Neil Eckersley |
| −65kg        | Jean-Pierre Hansen | Dragomir Bečanović | Siergiej Kosmynin Tamás Bujkó |
| −71kg        | Wiesław Błach | Richard Melillo | Steffen Stranz Sven Loll |
| −78kg        | Baszyr Warajew | Jean-Michel Berthet | Andrzej Sądej Peter Reiter |
| −86kg        | Fabien Canu | Densign White | Peter Seisenbacher Wiktor Poddubny |
| −95kg        | Koba Kurtanidze | Roger Vachon | Marc Meiling Robert Van de Walle |
| −ponad 95kg  | Mihai Cioc | Clemens Jehle | Akaki Kibordzalidze Alexander von der Groeben |
| −Open        | Grigory Verichev | Christian Vachon | Andrzej Basik Jochen Plate |
| Drużynowo    | ZSRR · Chatib Khachak · Siergiej Kosmynin · Georgy Tenadze · Władimir Szestakow · Alexander Sivtsev · Jewgienij Pieczurow · Khabil Biktashev | Francja · Patrick Roux · Bruno Carabetta · Marc Alexandre · Jean-Michel Berthet · Fabien Canu · Roger Vachon · Christian Vachon | Wielka Brytania · Neil Eckersley · Mark Adshead · Mark Earle · Paul Sheals · Raymond Stevens · Nick Gale · Elvis Gordon · Szwajcaria · Serge Noble · Andy Fischer · Alain Cortat · Alain Noble · Olivier Schaffter · Dino Eisenring · Clemens Jehle |

### Kobiety
| Konkurencja: | Złoto: | Srebro: | Brąz: |
| −48kg        | Karen Briggs | Anna Chodakowska | Anita van der Pas Martine Dupond |
| −52kg        | Dominique Brun | Edith Hrovat | Sharon Rendle Alessandra Giungi |
| −56kg        | Catherine Arnaud | Ann Hughes | Maria Gontowicz Regina Philips |
| −61kg        | Bogusława Olechnowicz | Chita Gross | Diane Bell Gabriele Ritschel |
| −66kg        | Chantal Han | Karin Krüger | Jolanta Adamczyk Michèle Lionnet |
| −72kg        | Irene de Kok | Ingrid Berghmans | Stefania Drzewicka Annamaria Colagrossi |
| −ponad 72kg  | Isabelle Paque | Angelique Seriese | Karin Kutz Ángela Medina |
| −Open        | Ingrid Berghmans | Regina Sigmund | Irene de Kok Laetitia Meignan |
| Drużynowo    | Francja · Cécile Nowak · Dominique Brun · Catherine Arnaud · Martine Rottier · Brigitte Deydier · Laetitia Meignan · Isabelle Paque | Wielka Brytania · Anisah Mohamoodally · Sharon Rendle · Ann Hughes · Diane Bell · Jane Morris · Avril Malley · Loretta Doyle · Joanne Spinks | RFN · Heide Kaufmann · Carola Pfeiffer · Petra Schweizer · Karin Krueger · Kerstin Emich · Karin Kutz · Ute Ulsperger · (Birgit Friedrich, Claudia Weber) |